# Si'a socjalistit acma'it
Si'a socjalistit acma'it (hebrejsky סיעה סוציאליסטית עצמאית‎, Nezávislá socialistická frakce) je bývalá izraelská politická strana.

## Okolnosti vzniku a ideologie strany
Strana byla založena 27. ledna 1976 v průběhu fungování osmého Knesetu zvoleného ve volbách roku 1973. Dva poslanci tehdy opustili politickou formaci Ja'ad-Hnutí za lidská práva. Šlo o Arje Eli'ava (původně zvoleného za formaci Ma'arach) a Marcii Freedmanovou, jež původně do Knesetu přišla na kandidátce strany Rac. V prvních dnech se tato nová dvoučlenná parlamentní skupina nazývala Sociálnědemokratická frakce (הסיעה הסוציאל-דמוקרטית‎, ha-Si'a ha-socjal-demokratit), 3. února 1976 získala jméno Sia'a socjalistit acma'it.
Před volbami roku 1977 se tato strana sloučila s dalšími levicovými subjekty jako Meri, Moked a některými členy hnutí Černých panterů a vytvořila levicovou kandidátku Machane smol le-Jisra'el. Na její kandidátce byl do následujícího Knesetu zvolen i Arje Eli'av. Druhá dosavadní poslankyně za Si'a soci'alistit acma'it Marcia Freedmanová ale založila vlastní politickou stranu Strana žen, za níž neúspěšně kandidovala.